# Eselsschwanz (Künstlergruppe)
Eselsschwanz (russisch Ослиный хвост, Osliny chwost) ist der Name der ersten Ausstellung einer in Moskau gegründeten Gruppe russischer Avantgardemaler, die ebenfalls für kurze Zeit eine Künstlergruppe unter diesem Namen bildete. Die erste Ausstellung der Gruppe fand 1912 unter dem Titel La queue de l’âne (Eselsschwanz) in Moskau statt. 1913 trennte sich die Gruppe wieder.

## Geschichte

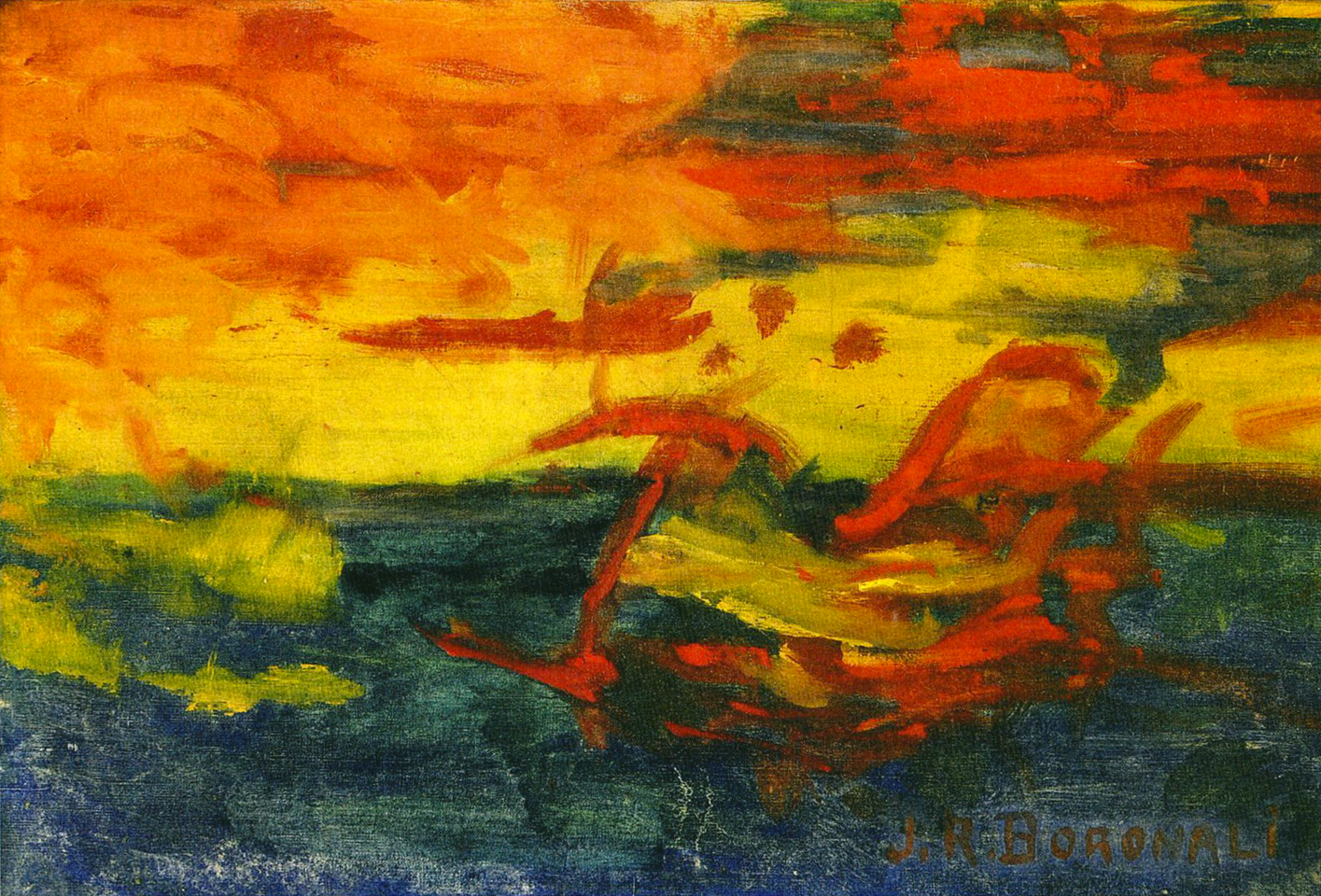
Joachim-Raphaël Boronali (fiktiver Künstlername): Sonnenuntergang über der Adria, 1910

Der Name „Eselsschwanz“ geht auf eine Ausstellung des Jahres 1910 im Salon des Indépendants in Paris zurück. Dort wurde ein Gemälde eines fiktiven Italieners namens Joachim-Raphaël Boronali mit dem Titel Sonnenuntergang über der Adria ausgestellt – eine Meereskomposition mit Boot, versehen mit wirren Linien. Der Journalist Roland Dorgelès, einer der Urheber der Aktion, gestand später, dass diese, gemeint als Angriff auf die Kunst der Avantgarde, auf dem Gemälde von einem Eselsschwanz produziert worden seien. Der Esel hieß Lolo und gehörte Père Frédé, dem Betreiber des bekannten Pariser Kabaretts Le Lapin Agile. Der Name „Boronali“ des angeblichen Künstlers geht als Anagramm auf den bekannten Esel „Aliboron“ aus den Fabeln von La Fontaine zurück.
Zwei Jahre später nahmen Michail Fjodorowitsch Larionow und Natalija Sergejewna Gontscharowa Bezug auf die Pariser Ausstellung. Sie nannten ihre erste Ausstellung in Moskau La queue de l’âne – Eselsschwanz. Der Titel stammte von Larionow, der die französische Avantgarde damit lächerlich machen wollte, seiner Meinung nach könne man in Paris die Malerei nicht mehr von Machwerken unterscheiden, die selbst ein Esel ausführen könne.
Zu der Künstlergruppe zählten neben Larionow und Gontscharowa als Gründer unter anderem Kasimir Malewitsch, Marc Chagall und Wladimir Tatlin. Die meisten von ihnen hatten zuvor einem Künstlerkreis angehört, der ab 1910 unter dem Namen Karo-Bube ausstellte. Deren Gründer waren ebenfalls Larionow und Gontscharowa gewesen, die wegen deren westlicher Kunstausrichtung austraten und mit der Eselsschwanz-Gründung für die Befreiung der russischen Kunst von ausländischer Beeinflussung sorgen wollten. Die Formensprache der Vereinigung erinnert an die Ikonen-Malerei und die russische Volkskunst in Form von Bilderbogen, genannt Lubok. Malewitsch distanzierte sich nach kurzer Zeit von Larionow und malte im Stil des Kubofuturismus, während Larionow sich dem Rayonismus zuwandte.